# Henry Maudsley

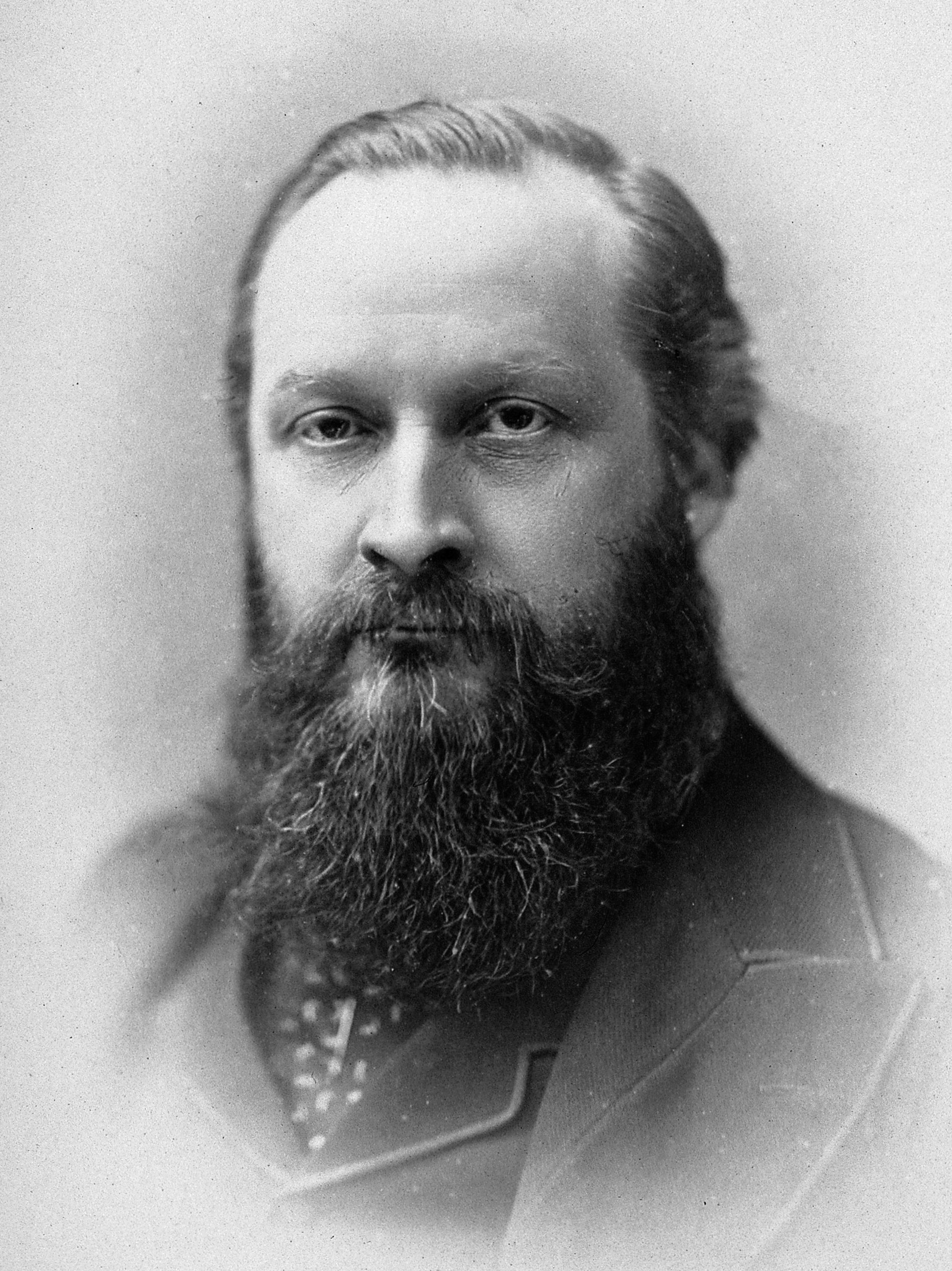
Henry Maudsley

Henry Maudsley (ur. 5 lutego 1835 pod Giggleswick, zm. 23 stycznia 1918 w Bushey) – angielski lekarz psychiatra.
Studiował medycynę na University College London, w 1857 roku uzyskał tytuł doktora medycyny. Pracował przez krótki czas w West Riding Asylum w Wakefield, potem w Essex County Asylum w Brentwood. Następnie mianowany superintendentem Manchester Royal Lunatic Asylum w Cheadle Royal. Od 1862 w Londynie, otrzymał posadę w West London Hospital. Wybrany członkiem Royal College of Physicians. Od 1869 do 1879 profesor medycyny sądowej w University College London. Od 1866 do 1874 kierował Lawn House, prywatny zakład psychiatryczny założony przez Johna Conolly’ego. Od 1862 do 1878 redagował czasopismo „Journal of Mental Science” (obecnie wydawane pod tytułem „British Journal of Psychiatry”). Maudsley Hospital, którego budowę częściowo sfinansował, został nazwany na jego cześć.
W lutym 1866 ożenił się z córką Johna Conolly′ego, Ann Conolly.

## Wybrane prace
- The Physiology and Pathology of Mind. Macmillan, 1867
- Body and Mind: An Inquiry into their Connection and Mutual Influence. Macmillan, 1870
- Responsibility in Mental Disease. King, 1874
- Sex in mind and in education. Fortnightly Review, 15 (1874)
- The Pathology of Mind. Macmillan, 1879
- Body and Will: In its Metaphysical, Physiological and Pathological Aspects. Kegan, Paul 1883
- Natural Causes and Supernatural Seemings. Kegan, Paul 1886
- Life in Mind and Conduct: Studies of Organic in Human Nature Macmillan, 1902
- Heredity, Variation and Genius, with Essay on Shakespeare and Address on Medicine. John Bale, Sons & Danielsson, 1908
- Organic to Human: Psychological and Sociological. Macmillan, 1916
- Religion and Realities. John Bale, Sons & Danielsson, 1918